# Шумбут (село)
Шумбут — село в Рыбно-Слободском районе Татарстана. Административный центр Шумбутского сельского поселения.

## География
Находится в центральной части Татарстана, на берегу реки Шумбут, на расстоянии приблизительно 41 км на восток-северо-восток от районного центра поселка Рыбная Слобода.

### Часовой пояс
Село Шумбут, как и вся республика Татарстан, находится в часовой зоне МСК (московское время). Смещение применяемого времени относительно UTC составляет +3:00.

## История
Основано на рубеже 1730-40-х гг. В дореволюционных источниках упоминается также как Шумбутский винокуренный з-д, Воронцов з-д, Богородское.

## Население
Постоянных жителей было: в 1859—972, в 1897—1428, в 1908—1347, в 1920—1323, в 1926—1303, в 1938—1683, в 1949—2039, в 1958—2700, в 1970—1016, в 1989—416, в 2002—480 чел (русские 64 %, татары 34 %).

## Инфраструктура
Отделение почты, связи, дом культуры.

## Достопримечательности
Памятник павшим войнам.